# Franz Waxman
Franz Waxman (ur. 24 grudnia 1906 w Królewskiej Hucie (obecnie Chorzów), zm. 24 lutego 1967 w Los Angeles) – śląsko–amerykański kompozytor, dyrygent, impresario i autor muzyki filmowej. Dwukrotny zdobywca Oscara (1951, 1952). Laureat Złotego Globu (1952). Został odznaczony Orderem Zasługi Republiki Federalnej Niemiec.

## Życiorys

### Wczesne lata
Urodził się i wychował w Królewskiej Hucie (obecnie Chorzów) na Górnym Śląsku jako najmłodszy z sześciorga dzieci Rosalie (z domu Perl) i Otta Wachsmanna. Jego rodzina była pochodzenia żydowskiego. Mieszkali na Bismarckstraße 61 (dzisiaj ulica Stalmacha). Mając trzy lata podczas zabawy wylał na siebie wrzątek, na trwałe uszkodził wzrok i od tamtej pory nosił bardzo mocne okulary. Nikt w rodzinie nie był muzykalny poza Franzem, który zaczął lekcje gry na fortepianie w wieku siedmiu lat. Jego ojciec był przemysłowcem i nie wierząc, że jego syn może zarabiać na życie muzyką, zachęcał go do kariery bankowej. W 1912 wraz z rodziną przeprowadził się do Opola, gdzie pracował przez dwa i pół roku jako kasjer w jednym z opolskich banków i przeznaczał swoją pensję na opłacenie lekcji gry na fortepianie, harmonii i kompozycji. W wieku 17 lat podjął studia na Akademii Muzycznej w Dreźnie. Naukę kontynuował w Konserwatorium Muzycznym w Berlinie. W tym okresie opłacił swoją edukację muzyczną, grając na pianinie w nocnych klubach i kawiarniach.

### Kariera
Występował z popularnym zespole jazzowym późnych lat 20. Weintraub Syncopaters. Przygodę z filmem rozpoczynał od dyrygowania orkiestrą w czasie nagrywania muzyki do kultowego Błękitnego anioła (1930) z Marleną Dietrich w roli głównej. W następnych latach był autorem muzyki do wielu filmów niemieckich. Jego pierwsza muzyka powstała do filmu Fritza Langa Liliom (1934) z Charlesem Boyerem.
W 1933 naziści doszli do władzy. W 1934 Waxman został na berlińskiej ulicy zaatakowany i dotkliwie pobity przez nazistowskich chuliganów. Jeszcze tej samej nocy wyemigrował ze swoją przyszłą narzeczoną do Paryża. Waxman znalazł zakwaterowanie w hotelu Ansonia (już nie istnieje), którego mieszkańcy byli innymi uchodźcami, takimi jak Billy Wilder, Fritz Lang i Peter Lorre. W 1935 wyjechał do USA, gdzie osiadł w Kalifornii i szybko zyskał sławę jednego z najzdolniejszych kompozytorów muzyki filmowej. Współpracował z wytwórniami Universal Studios (1935–36), Metro-Goldwyn-Mayer (1936–43) i Warner Bros. (1943–48). Napisał muzykę do ponad 200 filmów. Dwunastokrotnie nominowano go do Oscara, a statuetkę odebrał dwukrotnie – za muzykę do Bulwaru Zachodzącego Słońca Wildera (1951) i Miejsca pod słońcem George'a Stevensa (1952). 
W 1947 Waxman założył Los Angeles Music Festival i do końca życia pełnił funkcję jego dyrektora muzycznego i dyrygenta.

## Życie prywatne
23 czerwca 1934 poślubił Alice Pauline Schachmann, z którą miał syna Johna Williama (ur. 2 czerwca 1940). Jego żona zmarła 13 września 1957 w wieku 52 lat. W 1958 ponownie ożenił się z pianistką Lellą Simone.

### Śmierć
Zmarł 24 lutego 1967 w Los Angeles na raka w wieku 60 lat. Jego prochy spoczęły na Hollywood Forever Cemetery.

## Nagrody i nominacje
| Rok  | Nagroda                   | Kategoria                                                                          | Film                              | Rezultat  |
| ---- | ------------------------- | ---------------------------------------------------------------------------------- | --------------------------------- | --------- |
| 1939 | Nagroda Akademii Filmowej | Najlepsza muzyka filmowa                                                           | Młode serca (1938)                | Nominacja |
| 1939 | Nagroda Akademii Filmowej | Najlepsza ścieżka muzyczna                                                         | Młode serca (1938)                | Nominacja |
| 1941 | Nagroda Akademii Filmowej | Najlepsza muzyka filmowa                                                           | Rebeka (1940)                     | Nominacja |
| 1942 | Nagroda Akademii Filmowej | Najlepsza muzyka filmowa w dramacie                                                | Podejrzenie (1941)                | Nominacja |
| 1942 | Nagroda Akademii Filmowej | Najlepsza muzyka filmowa w dramacie                                                | Doktor Jekyll i pan Hyde (1941)   | Nominacja |
| 1946 | Nagroda Akademii Filmowej | Najlepsza muzyka filmowa w dramacie lub komedii                                    | Operacja Birma (1945)             | Nominacja |
| 1947 | Nagroda Akademii Filmowej | Najlepsza muzyka filmowa w dramacie lub komedii                                    | Humoreska (1946)                  | Nominacja |
| 1951 | Złoty Glob                | Najlepsza muzyka                                                                   | Bulwar Zachodzącego Słońca (1950) | Wygrana   |
| 1951 | Nagroda Akademii Filmowej | Najlepsza muzyka filmowa w dramacie lub komedii                                    | Bulwar Zachodzącego Słońca (1950) | Wygrana   |
| 1952 | Nagroda Akademii Filmowej | Najlepsza muzyka filmowa w dramacie lub komedii                                    | Miejsce pod słońcem (1951)        | Wygrana   |
| 1955 | Nagroda Akademii Filmowej | Najlepsza muzyka filmowa w dramacie lub komedii                                    | Srebrny kielich (1954)            | Nominacja |
| 1959 | Nagroda Akademii Filmowej | Najlepsza muzyka filmowa w dramacie lub komedii                                    | Historia zakonnicy (1959)         | Nominacja |
| 1959 | Nagroda Grammy            | Najlepszy album ze ścieżką dźwiękową, ścieżka dźwiękowa w tle – film lub telewizja | Historia zakonnicy (1959)         | Nominacja |
| 1963 | Złoty Glob                | Najlepsza muzyka filmowa                                                           | Taras Bulba (1962)                | Nominacja |
| 1963 | Nagroda Akademii Filmowej | Najlepsza muzyka filmowa                                                           | Taras Bulba (1962)                | Nominacja |